# Stafford L. Warren

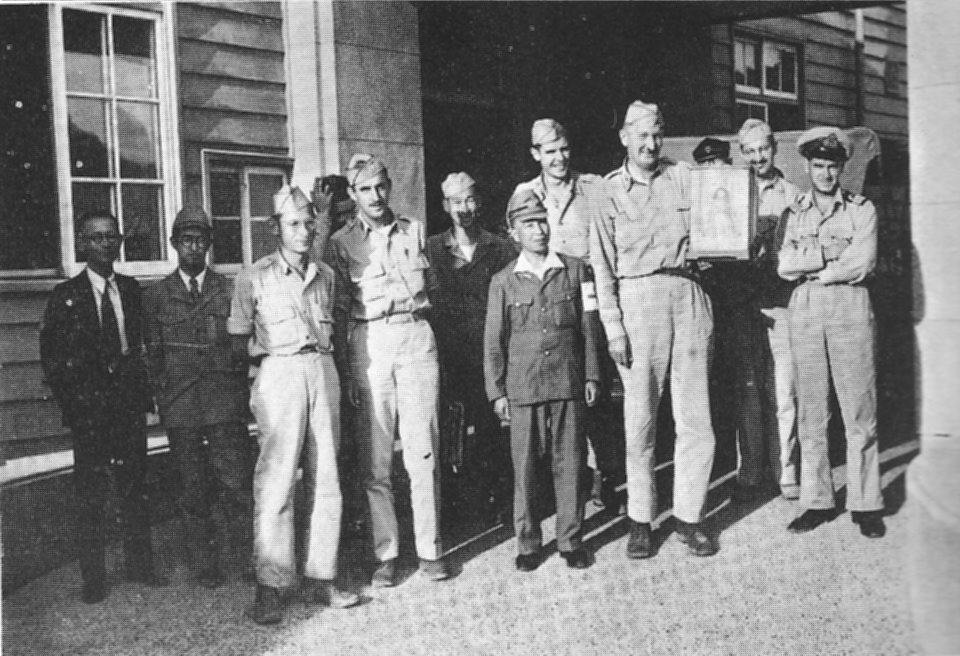
Stafford L. Warren (er hält eine japanische Puppe in der linken Hand) als Mitglied eines Teams des Manhattan Project in Nagasaki 1946

Stafford Leak Warren (* 19. Juni 1896 in Maxwell, New Mexico; † 26. Juli 1981 in Pacific Palisades, Los Angeles, Kalifornien) war ein US-amerikanischer Nuklearmediziner.
Stafford Warren studierte Medizin an der University of California in Berkeley (Bachelor-Abschluss 1918) und Medizin an der University of California, San Francisco (M.D. 1922). Er war Post-Doktorand an der Johns Hopkins University und der Harvard University sowie ab 1926 Assistant Professor und ab 1930 Associate Professor in der Abteilung Radiologie der Rochester University. Damals unternahm er unter anderem frühe Versuche zur Mammographie (er entwickelte eine stereoskopische Technik um Brustkrebs in Röntgenaufnahmen der Brust zu diagnostizieren) und stellte Farbaufnahmen lebender Krebszellen her.
1943 wurde er leitender Mediziner (Chief Medical Officer des Manhattan Engineer District, MED) im Manhattan-Projekt im Rang eines Obersts (Colonel). General Leslie Groves wählte ihn nach landesweiter Suche vor allem wegen seines Rufs als Radiologe aus. Er ging zunächst nach Oak Ridge, wirkte aber auch in Chicago, Los Alamos, Hanford und anderen Orten. Er nahm am Trinity-Test teil, der Auswertung der Atombombenabwürfe auf Hiroshima und Nagasaki und der Operation Crossroads. In Hiroshima war er einer der ersten US-Offiziere und erhielt vom japanischen Stadtkommandanten dessen Schwert bei der formalen Übergabe. Er kam zu dem Schluss, dass die Reststrahlung in Hiroshima und Nagasaki kein großes Problem wäre und die Hauptschäden von der Gammastrahlung bei der Explosion kämen, wofür er später unter anderem von der Historikerin Eileen Welsome kritisiert wurde, die ihm bewusste Verharmlosung der Fallout-Folgen vorwarf. Später vermied er es, über seine Erfahrungen in Hiroshima und Nagasaki zu sprechen, verteidigte aber die Notwendigkeit des Abwurfs. Bei Operation Crossroads war er für die Sicherheit des Personals zuständig, hatte aber Probleme, sich beim Militär durchzusetzen, das sein Personal leichtfertig Gefahren aussetzte, und drängte schließlich auf einen vorzeitigen Abbruch. Nach diesen für ihn negativen Erfahrungen warnte er auch öffentlich vor den Gefahren des Fallouts (so in einem Artikel im Life Magazine im August 1947). Sein Nachfolger beim MED, James Cooney, warf ihm deshalb Entfachung einer übertriebenen Hysterie in der Öffentlichkeit vor. Seine Befürchtungen fanden erst nach den Wasserstoffbombentests (Operation Castle) mit den dabei auftretenden Verstrahlungen größere Aufmerksamkeit, was schließlich zum Partial Test Ban Treaty führte.
1946 verließ er das Militär, war vorübergehend Leiter der medizinischen Abteilung der United States Atomic Energy Commission (sein Nachfolger wurde Shields Warren) und wurde 1947 Gründungsdekan der medizinischen Fakultät und Professor an der University of California, Los Angeles (UCLA). Dort initiierte er ein Kernenergieprogramm und leitete den Bau des ersten Kernreaktors für medizinische Zwecke. 1962 wurde er Vizekanzler der UCLA für Health Service. Von 1963 bis 1965 beriet er die Präsidenten John F. Kennedy und Lyndon B. Johnson über Mentale Retardierung. 1965 kehrte er an die UCLA zurück.
1971 erhielt er den Enrico-Fermi-Preis. Für seine Arbeit im Manhattan Project wurden ihm die Army Distinguished Service Medal und der Orden Legion of Merit verliehen.